# 590-talet f.Kr.

## Händelser
- 598 f.Kr. – Jehoiachin efterträder Jehoiakim som kung av Juda.
- 597 f.Kr.
  - 16 mars – Babylonierna erövrar Jerusalem och ersätter Jehoiachin med Zedekiah som kung.[1]
- 595 f.Kr. – Psammetikus II efterträder Necho II som farao av Egypten.
- 594 f.Kr.
  - Solon utnämns till arkont av Aten och genomför demokratiska reformer.
  - Judarna gör i Babylon uppror, som slås ned.[1]
- 593 f.Kr. – Solon avgår som arkont efter mandatperioden, och lämnar Aten efter motstånd mot hans reformer.[1]
- 591 f.Kr.
  - Ithobaal blir kung av Tyros.
  - Psammetich II förstör staden Napata i Nubien.[1]
  - Kyaxares blir kung av Medien.[1]
- 590 f.Kr.
  - Den egyptiska armén plundrar Napata, vilket tvingar kushernas hov att flytta till en säkrare plats vid Meroë nära den sjätte katarakten.
  - Arsames, son till Ariaramnes, övertar makten i Anshan efter sin far.[2]

## Födda
- 599 f.Kr. – Mahavira, grundare av jainismen, (död 527 f.Kr.).[1]

## Avlidna
- 598 f.Kr. – Jojakim, judisk kung.[1]

### Fotnoter
1. 1 2 3 4 5 6 7  ”För 100 generationer sedan”. juni 1996-februari 2005. http://www.werbeka.com/bibliote/500tal/599bc.htm. Läst 18 juli 2011.
2. ↑  ”För 100 generationer sedan”. juni 1996-januari 2000. http://www.werbeka.com/bibliote/500tal/590bc.htm. Läst 18 juli 2011.